# Amadeu Ferreira Matias
Amadeu Ferreira Matias OME • CvA • MC • MPCE foi um militar português.

## Biografia

### Nascimento
Nasceu em Moimenta da Beira.

### Carreira militar
Assentou praça no Regimento de Engenharia em 19 de Novembro de 1908. Posteriormente, esteve no Batalhão de Sapadores dos Caminhos de Ferro, com o qual foi mobilizado e embarcou como parte do primeiro grupo de Companhias.
Participou activamente na Revolta de 18 de Abril de 1925, tendo sido mais tarde promovido ao posto de alferes do Q. A. S. Engenharia, e integrado no Batalhão de Pontoneiros. Em Dezembro de 1929, foi promovido a tenente, e, em 1935, a capitão, quando foi servir na Direcção dos Serviços de Obras e Propriedades Militares do Governo Militar de Lisboa.

### Falecimento
Faleceu em Junho de 1939, no Hospital Militar da Estrela. Foi sepultado no Cemitério dos Prazeres.

## Prémios e homenagens
Recebeu vários louvores ao longo da sua carreira militar, incluindo um por ter conseguido manter a ordem pública durante os eventos de 31 de Janeiro e 1 de Fevereiro de 1912, e outro pela sua actuação aquando das greves dos caminhos de ferro em 1927.
Foi homenageado com os graus de Oficial da Ordem de Mérito Agrícola e Industrial (10 de Maio de 1929) e Cavaleiro da Ordem Militar de Avis (05 de Outubro de 1934), e recebeu a Medalha de Campanha "França, 1917-1918", a Medalha da Vitória, e a Medalha de Comportamento Exemplar (grau prata).